# Le Dernier Stade de la soif
Le Dernier Stade de la soif (titre original : A Fan's Notes) est un roman de Frederick Exley publié en 1968. Sous-titré A Fictional Memoir et classé comme étant une œuvre de fiction, le livre reste néanmoins en partie autobiographique. Dans une brève "adresse au lecteur" placée au début du livre Exley affirme :

« Bien que les évènements relatés dans ce livre puissent sembler similaires à ceux de ce long malaise qu'est ma vie... Je les ai dépeints librement à partir de mon imagination et n'ai collé que de façon très lâche au modèle de ma vie passée. Dans cette mesure, et pour cette raison, je souhaite être jugé en tant qu'auteur de fiction. »

 Voilà qui devrait révéler l'un des aspects du sens de l'humour d'Exley, mais en fait, ce livre est une confession. Depuis sa publication il a été réimprimé à de nombreuses reprises (la plus récente date de 1997 dans une édition de la Modern Library), a été annoncé comme un classique de la modernité, et a obtenu une très fameuse renommée.
Le Dernier Stade de la soif a été rapidement présenté dans le film-documentaire Stone Reader en tant qu'exemple de brillant premier roman.

## Résumé
Le Dernier Stade de la soif est le compte-rendu sardonique de la maladie mentale, de l'alcoolisme, des différents traitements médicamenteux des troubles psychiatriques et de l'obscurantisme de la "fan attitude". Son principal objet est de décrire l'échec des tentatives du narrateur visant à se montrer à la hauteur du Rêve américain, ce qui a valu à ce roman d'être comparé au célèbre Gatsby le Magnifique de Fitzgerald. Narrant son enfance à Watertown (New York), passée sous la coupe d'un père obsédé par le sport puis ses années d'études supérieures à l'USC, où il rencontra pour la première fois son héros, l'étudiant et future star du football Frank Gifford, Exley retrace ses premières années entrecoupée de passages intermittents dans des institutions psychiatriques, son mariage raté avec une femme, Patience, ses jobs successifs et insatisfaisants en tant que professeur de littérature anglaise en lycée, et son travail pour une entreprise de relations publiques de Manhattan qui passait des contrats avec une compagnie d'armement. Enfin, par le biais de Gifford,  il relate son obsession concernant l'équipe de football américain des New York Giants.
L'introspection menée dans les "souvenirs fictifs" d'Exley, dénonciation tragicomique de la culture américaine des années 1950, examine au fil d'une prose lucide les thèmes de la célébrité, de la masculinité, de l'égocentrisme et de l'addiction. Exley y détaille froidement les échecs de sa vie, mis en regard avec les succès éclatants de son footballeur préféré et ancien camarade. Le titre, A fan's note, découle de la peur d'Exley de s'effacer au point de devenir le spectateur de sa propre vie, au même titre que les fans, spectateurs passifs remplissant les stades.

## Adaptation au cinéma
Le Dernier Stade de la soif a été adapté au cinéma en 1972 par Eric Till avec Jerry Orbach dans le rôle d'Exley.